# Lacinipolia vaumedia
Lacinipolia vaumedia là một loài bướm đêm trong họ Noctuidae.